# Церква на честь Покрови Пресвятої Богородиці (Новоолексіївка)
Церква на честь Покрови Пресвятої Богородиці — чинна церква Новокаховської єпархії УПЦ (Московського патріархату). Розташована у смт. Новоолексіївка на перехресті траси P47 (Генічеськ - Херсон) та вулиці Дружби Народів (вулиця Червоноармійська) недалеко від центру селища.

## Історія
Церква на честь Покрови Пресвятої Богородиці була збудована та освячена 25 листопада 2007 року на перехресті недалеко від центру селища.
У 1999 році до селища зі львівської області з благословення Його Високопреосвященства владики Іонафана, Архієпископа Херсонського і Таврійського був направлений священник Михайло Лучковський з сім'єю.
За спогадами о. Іоанна Лучковського, коли він вперше приїхав у селище, то намагався знайти церкву і не міг, адже вона була нетиповою. Простий будинок без купола, де проходили богослужіння.
Протягом шести років служба велася у домовій церкві, яка мала вигляд звичайного будинку. Протягом цього часу громадськість займалася пошуком можливості побудови нової церкви.

## Архітектура

### Будівництво
У 2005 році настоятель о. Михайло вирішив починати будівництво церкви.  На місці біля дороги, після отримання дозвілу на будівництво церкви, у сприянні голови селищної ради Гребенюка Володимира та Тищенко Марії, розпочалось будівництво церкви на пустирі.
З благословення правлячого Архіпастиря, у першу неділю по Вознесінні Господа в 2005 році благочинним Генічеського округу о. Іоанном та настоятелем парафії було освячено поклінний хрест та закладка першого каменю на будівництво нової церкви. Автором проекту став Вустянський Михайло Андрійович, який мав ліцензію з Мінрегіонбуду.
Усе будівельне сміття скидали на місце майбутньої церкви, засипаючи таким чином яму. Близько шестидесяти прихожан церкви прийшли на допомогу.

Потрібно було завозити велику кількість землі для того, щоб церква стояла на одному рівні з дорогою. Про одну із проблем під час будівництва згадують будівельники: "Одного разу під час чергування пішов сильний дощ, і під фундамент, який було залито з такими труднощами,потрапило багато води. На ранок усі люди почали вичерпувати воду відрами, і настоятель парафії не залишився осторонь та допомагав. Деяким жінкам стало трохи соромно через це, але о. Михайло вважав, що він такий, як усі, і без докорів виконував роботу."
По черзі прихожани, у тому числі й жінки, залишалися чергувати вночі на місці забудови, охороняючи завезені матеріали.
Інколи вони чергували по чотири дні поспіль, через те, що не було достатньої кількості робітників. Разом із тим жінки готували їжу, з продуктів, які пожертвували жителі Новоолексіївки для робітників, яких загалом було близько шістдесяти чоловік.
Люди з інших селищ та інвестори також сприяли будівництву церкви.
Першим спонсором, який почав допомагати у закладенні фундаменту, став мешканець Новоолексіївки Сидоренко Віталій Пилипович, колишній голова селища Догмарівка.
У час будівництва церкви важливою була матеріальна підтримка. До церкви прибув на Літургію Вишневецький Віктор Вікторович і після проповіді настоятеля парафії о. Михайла вирішив допомогти.
Допомога також була від місцевих підприємців та організацій. Так, Генічеське управління водного господарства — надавало обладнання у вигляді важкої техніки, а Колійно-машинна станція 137 — крани та щебінь. 

### Відкриття
У неділю 25 листопада 2007 році відбулось освячення новозбудованої церкви, богослужіння очолив Архієпископ Херсонський і Таврійський Іоанн в співслужінні Єпископа Бердянського і Приморського Єлисея, а також священнослужителів генічеського благочиння та інших парафій єпархії. Під час даної літургії церква не змогла вмістити всіх прихожан, тож частина з них слухали богослкжіння на вулиці. 
Меценат та благочинець церкви, Віктор Вишневецький був нагороджений церковним орденом, за допомогу вже другій церкві. Настоятель протоієрей Михайло Лучковський удостоївся правом ношення митри.  

### Розпис
На даний момент всі роботи у церкві закінчені. До розпису церкви були запрошені настоятелем професійні іконописці з Рівного: Олександр Загіней з бригадою.

## Сьогодення
На сьогоднішні у церкві є близько 100 прихожан. В планах о. Іоанна відкрити недільну школу та спортзал.